# Епифаний из Павии
Епифа́ний (лат. Epiphanius; 438 — 496), также известен как Святой Епифаний из Павии. Епископ Павии с 466 и до своей смерти в 496-м году.

## Биография
Родился в 438 году в Павии. Уже в возрасте восьми лет стал чтецом в церкви, а в 466 году стал епископом Павии. Будучи епископом проявлял большую политическую активность.
В 471 году он пытался примирить Рицимера с императором Антемием, добившись заключения между ними перемирия сроком на один год. В 475 году в составе посольства императора Непота к королю вестготов Эйриху отправился в Тулузу. В 476 году Одоакр взял и разграбил Павию, после чего Епифаний добился у Одоакра снижения налогов для города на 5 лет, что позже было подтверждено и Теодорихом Великим. В 494 году по поручению Теодориха ездил в Лион к Гундобаду, чтобы добиться освобождения пленных.
Епифаний умер 21 января 496 года. Его преемником на кафедре Павии стал святой Максим.

## Почитание
Вскоре после смерти Епифания, один из его преемников, Магн Феликс Эннодий, написал биографию почившего епископа, озаглавленную «Жизнь святого Епифания».